# Marie-Guillemine Benoist

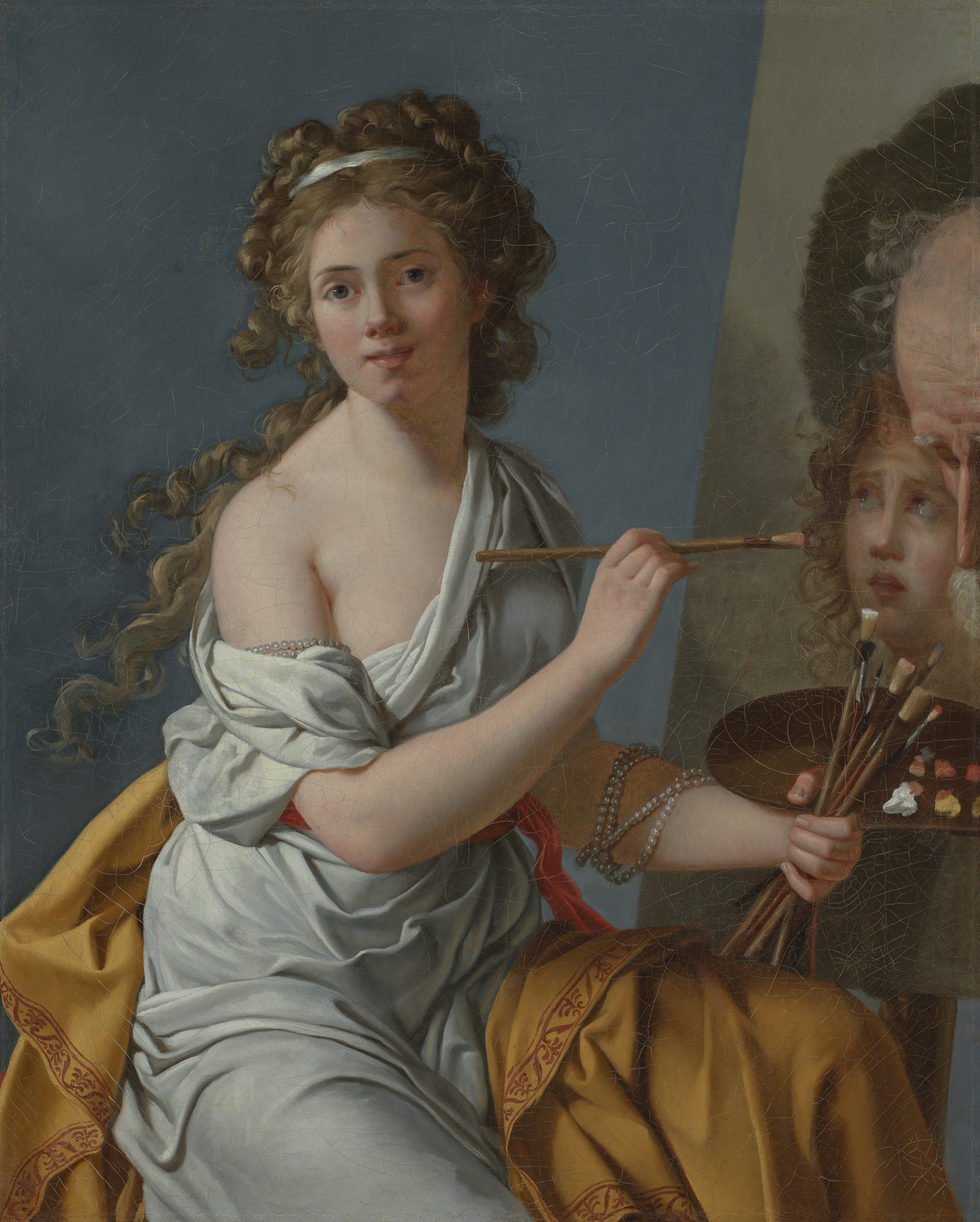
Autoritratto, 1786 (Staatliche Kunsthalle Karlsruhe)

Marie-Guillemine Benoist (Parigi, 18 dicembre 1768 – Parigi, 8 ottobre 1826) è stata una pittrice francese.

## Biografia
Marie-Guillemine de Laville-Leroux, figlia di un funzionario, si formò con Élisabeth Vigée Le Brun dal 1781 ed entrò, insieme con la sorella Marie-Élisabeth Laville-Leroux, nell'atelier di Jacques-Louis David nel 1786.

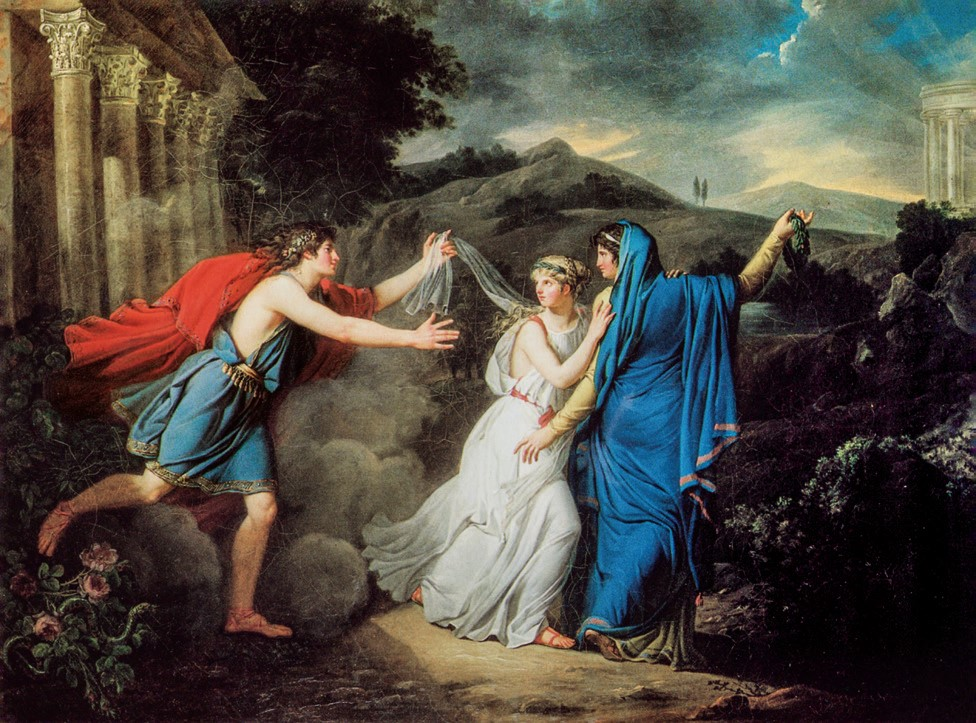
L'innocenza tra il Vizio e la Virtù, 1790-1791

Nel 1784 conobbe il poeta Charles-Albert Demoustier, che si ispirerà alla sua figura per delineare il personaggio di Émilie nelle sue Lettres à Émilie sur la mythologie.
Espose per la prima volta nel Salon del 1791 una tela di soggetto mitologico, Psiche dà l'addio alla sua famiglia. Il dipinto L'innocenza tra la Virtù e il Vizio, realizzato nella stessa epoca, sotto l'apparenza del tema mitologico, sembra riflettere le sue convinzioni femministe, essendo il Vizio rappresentato con aspetto maschile, quando veniva tradizionalmente rappresentato in aspetto femminile.
Il 12 marzo 1793 sposò il banchiere Benoist d’Angers. Verso il 1795 abbandonò i soggetti classici per una pittura di genere e si allontanò dall'influsso di David, continuando a esporre con successo: nel Salon del 1800 apparve il suo Ritratto di una negra, che la consacrò pittrice di fama. Il dipinto, realizzato solo sei anni dopo l'abolizione della schiavitù, è considerato un manifesto dell'emancipazione dei Neri e altresì del femminismo. Si pensa che la modella dell'opera si chiamasse Madeleine. Il quadro verrà poi acquistato dallo Stato nel 1818. Ricevette anche da Bonaparte, allora Primo Console, la commissione di un proprio ritratto destinato alla città di Gand (dipingerà anche nel 1805 un ritratto di Elisa Bonaparte e nel 1807 quello di Paolina Bonaparte).
Nel Salon del 1804 ottenne la medaglia d'oro e una pensione governativa. In questo periodo aprì uno studio riservato alle sole donne.
Con la Restaurazione, il marito, conte Benoist, realista convinto, è nominato membro del Consiglio di Stato ed ella dovette, parendo poco consono alla dignità delle funzioni del coniuge la sua attività, rinunciare alla pittura.

## Opere

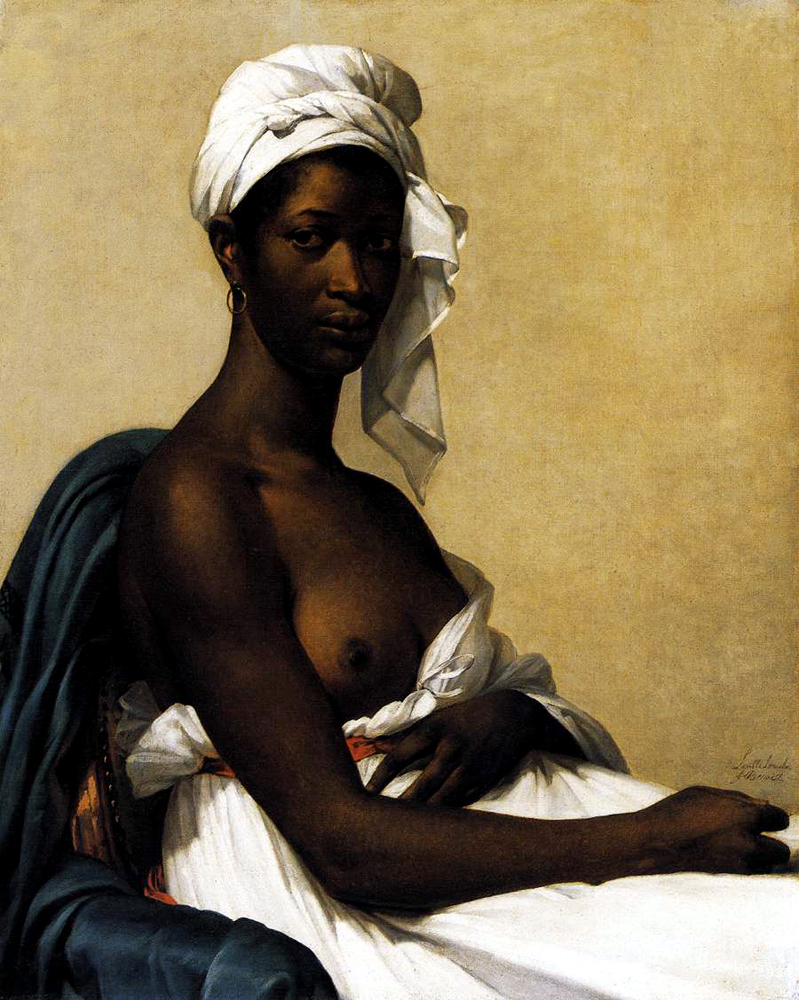
Ritratto di una donna nera

- Autoritratto (1786), Staatliche Kunsthalle Karlsruhe[1]
- Psyché faisant ses adieux a sa famille (1791), (San Francisco, California Palace of the Legion of Honor, Fine Arts Museums of San Francisco)[2]
- L'Innocenza tra il Vizio e la Virtù, collezione privata
- Ritratto di una donna nera (1800, Louvre)
- Madame Philippe Panon Desbassayns de Richemont (Jeanne Eglé Mourgue) e suo figlio, Eugène, 1802 (New York, Metropolitan Museum of Art)[3]
- Portrait de Napoléon (1804, tribunale di Gand)
- Ritratto di Elisa Bonaparte (1805, Museo nazionale di Villa Guinigi)
- Portrait du Maréchal Brune (1805, andato distrutto: una copia è al Museo del Castello di Versailles)
- Portrait de Pauline Borghèse (1807, Museo del castello di Versailles)
- Portrait de Marie-Élise, grande duchesse de Toscane (Pinacoteca Nazionale di Lucca)
- Portrait de l'impératrice Marie-Louise (Castello di Fontainebleau)
- La lecture de la Bible, (1810, Museo municipale di Louviers)
- La Consultation o La Diseuse de bonne-aventure, (Museo municipale di Saintes)